# Сешепре
Сешепре́ (фр. Seicheprey) — коммуна во французском департаменте Мёрт и Мозель региона Лотарингия. Относится к  кантону Тьокур-Реньевиль.	

## География

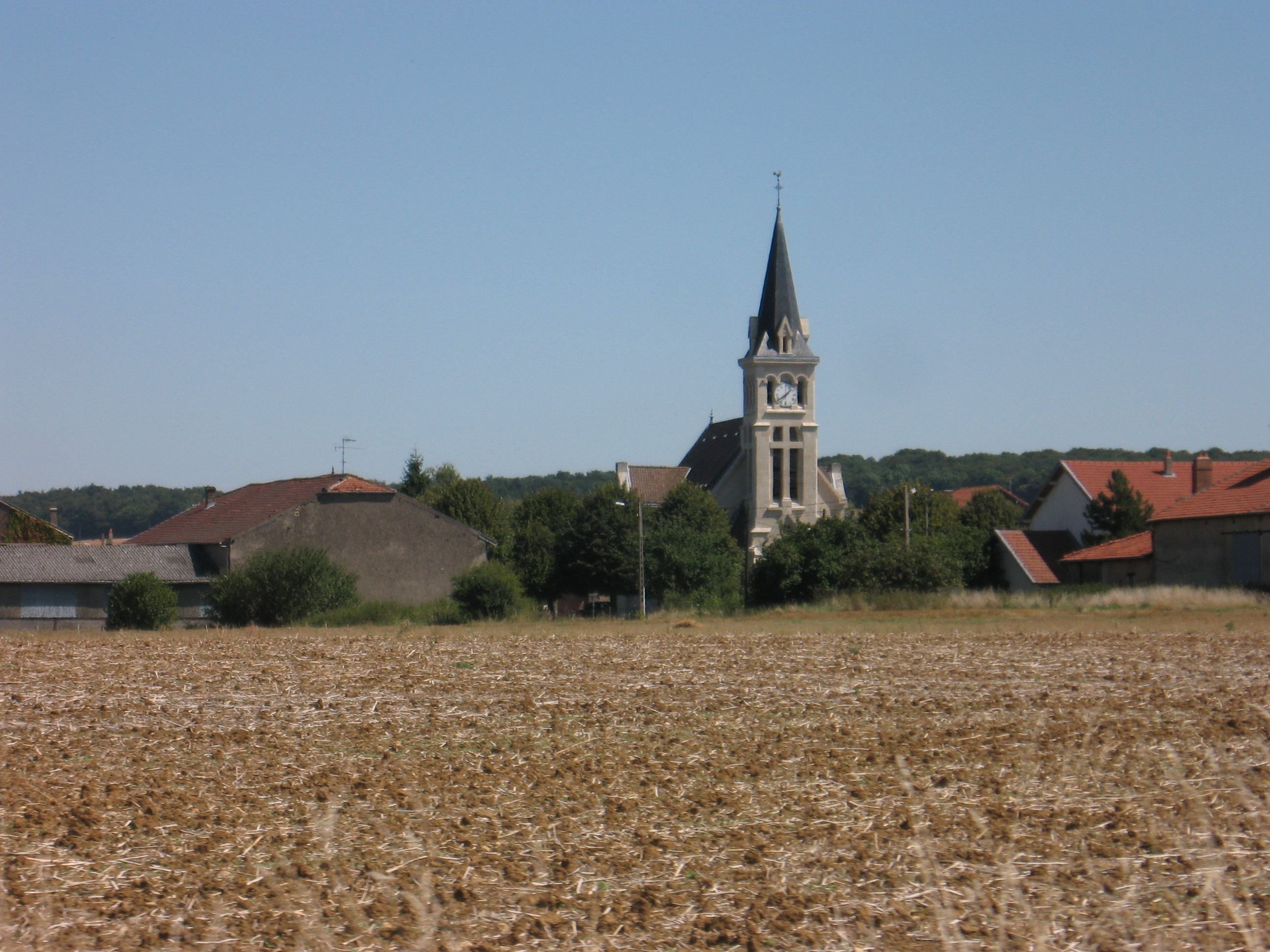
Церковь в Сешепре.

Сешепре	расположен в 40 км к юго-западу от Меца и в 35 км к северу от Нанси. Соседние коммуны:  Сен-Боссан на севере, Флире на востоке, Бернекур на юго-востоке, Бомон на юге, Рамбюкур на юго-западе.

## История
- Коммуна сильно пострадала во время Первой мировой войны.

## Демография
Население коммуны на 2010 год составляло 118 человек.
| 1962 | 1968 | 1975 | 1982 | 1990 | 1999 | 2010 |
| ---- | ---- | ---- | ---- | ---- | ---- | ---- |
| 107  | 85   | 76   | 76   | 72   | 81   | 118  |

## Достопримечательности
- Церковь восстановлена после Первой мировой войны.